# Panongan (Palimanan)
Panongan is een bestuurslaag in het regentschap Cirebon van de provincie West-Java, Indonesië. Panongan telt 5294 inwoners (volkstelling 2010).